# Mashūkī
Mashūkī (persiska: مشوکی) är en ort i Iran.   Den ligger i provinsen Khorasan, i den östra delen av landet, 900 km öster om huvudstaden Teheran. Mashūkī ligger 1 112 meter över havet och antalet invånare är 320.
Terrängen runt Mashūkī är lite bergig. Runt Mashūkī är det glesbefolkat, med 12 invånare per kvadratkilometer. Närmaste större samhälle är Mākhūnīk, 16,1 km sydväst om Mashūkī. Omgivningarna runt Mashūkī är i huvudsak ett öppet busklandskap.